# Andrea Mazzaferro
Andrea Mazzaferro (Rapagnano, 6 gennaio 1966) è un allenatore di calcio ed ex calciatore italiano, di ruolo centrocampista.

## Carriera

### Calciatore
Debutta in Serie C2 con la Maceratese nel 1982 rimanendovi per quattro stagioni. In seguito gioca per un anno da titolare in Serie C1 nel Monopoli. Nel 1987 arriva il debutto in Serie B, nel Barletta, categoria in cui milita per due stagioni cogliendo altrettante salvezze.
Nel 1989 passa al Taranto in Serie C1, dove al primo anno vince il campionato e ottiene la promozione, militando poi in Serie B nelle successive tre stagioni: contribuisce a due salvezze (la seconda dopo lo spareggio con la Casertana), prima di ritrovarsi svincolato a causa della retrocessione e del fallimento del 1993. In quell'anno viene ingaggiato dal Fiorenzuola, neopromosso in Serie C1: vi rimane per due annate, sfiorando la promozione in cadetteria ai playoff contro la Pistoiese.
Dal 1995 gioca in Serie C2 con la maglia del Catania, con cui ottiene un anonimo piazzamento di centroclassifica. Negli anni successivi milita nel Tolentino, nel Fano e nel Sassuolo, prima di proseguire la carriera tra i dilettanti, tra Umbria e Marche. Conclude l'attività agonistica nel Montecosaro, che porta dalla Seconda Categoria marchigiana alla Prima.
Complessivamente ha collezionato 148 presenze in Serie B con 4 reti.

### Allenatore
Subito dopo l'addio al calcio giocato, viene assunto come allenatore del Trodica, sempre tra i dilettanti marchigiani. In seguito guida Cingolana, di nuovo Trodica, subentrando a Luigi Bugiardini, Lorese, Portorecanati Montecosaro Atletico Centobuchi e Chiesanuova, tutte formazioni dilettantistiche marchigiane.

## Palmarès
- Campionato italiano Serie C1: 1

Taranto: 1989-1990